# SNCAC NC 1080
SNCAC NC 1080
- 用途：艦上戦闘機
- 製造者：SNCAC
- 初飛行：1949年7月29日
- 生産数：1機
- 運用状況：試作のみ

SNCAC NC 1080は、1949年7月29日に初飛行したフランスの艦上戦闘機の試作機である。1950年4月10日に発生した原因不明の事故の後に開発は中止され、この設計の目的としていた競作は最終的には決まらず、1952年にフランス海軍航空隊はデ・ハビランド シーベノムを採用した。

## 設計と開発
この計画は元々SNCACの出資で、Pillon技師の指導の下アルセナル VG 90とノール 2200に対抗する単座の艦上戦闘機を製作する目的で始まった。1949年7月29日に初飛行を行ったが、直ぐにスポイラーと水平尾翼の操作に問題があることが判明した。SNCACがSNCANに吸収される一方で、本機の試験はブレティニーとヴィラロッシュで独自に実施された。1950年4月10日のPierre Gallay操縦での試験飛行中に原因不明の墜落事故を起こし、以降の開発は直ぐに中止されたが、機体は修復不可能なほどの損傷を負っていた。
NC.1080は推力2,268 kgのロールス・ロイス ニーン ターボジェットエンジンを搭載し、3門の30 mm 機関砲を装備可能なように設計されており、機体は全金属製の低翼単葉機であった。

## 要目
出典: The Complete Book of Fighters 
諸元
- 乗員: 1
- 全長: 12.87 m （42 ft 25⁄8 in）
- 全高: 4.70 m （15 ft 5 in）
- 翼幅: 12.00 m（39 ft 41⁄2 in）
- 翼面積: 28.4 m2 （306 ft2）
- 空虚重量: 5,141 kg （11,334 lb）
- 運用時重量: 7,700 kg （16,975 lb）
- 動力: ロールス・ロイス ニーン ターボジェットエンジン、22.3 kN （5,000 lbf）  × 1

性能
- 最大速度: 978 km/h （529 knots） 608 mph at 5,000 m (29,500 ft)
- 航続距離: 1,550 km （837 海里） 963 mi
- 実用上昇限度: 13.000 m （42,640 ft）
- 上昇率: 25 m/s （4,920 ft/min）

武装
- 固定武装: 3 × 30 mm 機関砲（計画）